# Pier Luigi Cherubino
Pier, właśc. Pier Luigi Cherubino Loggi (ur. 15 października 1971 w Rzymie) – hiszpański piłkarz pochodzenia włoskiego grający na pozycji napastnika. W swojej karierze 1 raz wystąpił w reprezentacji Hiszpanii.

## Kariera klubowa
Pier urodził się we Włoszech, jednak wychował się na Teneryfie, w Puerto de la Cruz. Karierę piłkarską rozpoczął w klubie CD Tenerife. W 1990 roku stał się członkiem kadry pierwszego zespołu. 15 września 1990 zadebiutował w Primera División w zremisowanym 0:0 domowym spotkaniu ze Sportingiem Gijón. 5 stycznia 1991 w meczu z Realem Betis (1:1) strzelił swojego pierwszego gola w lidze hiszpańskiej. W Tenerife grał do końca sezonu 1993/1994.
W 1994 roku Pier przeszedł z Tenerife do Sportingu Gijón, w którym swój pierwszy mecz rozegrał 3 września 1994. Sporting wygrał wówczas 2:1 na własnym stadionie z Barceloną, a Pier zdobył jednego z goli. W sezonie 1994/1995 strzelił 11 goli dla Sportingu.
W 1995 roku Pier odszedł do zespołu Realu Betis. W nim zadebiutował 8 września 1995 w wygranym 3:1 domowym spotkaniu z Realem Saragossa. Od czasu debiutu był podstawowym zawodnikiem zespołu. W Betisie grał przez 2 lata tworząc linię ataku z reprezentantem Hiszpanii, Alfonso, a także Wojciechem Kowalczykiem. Dla Betisu strzelił 23 gole.
W 1997 roku Pier przeszedł z Betisu do Realu Saragossa. W Realu zadebiutował 30 sierpnia 1997 w meczu z Celtą Vigo (1:2). W Realu grał przez sezon, a w 1998 roku wrócił do Tenerife, z którym w 1999 roku spadł do Segunda División. W 2001 roku powrócił z Tenerife do Primera División. Na początku 2002 roku odszedł do drugoligowej Extremadury, a latem tamtego roku został zawodnikiem Terrassy. W kolejnych latach grał w drużynach CD Laguna i RSD Alcalá. Swoją karierę zakończył w 2007 roku.
| Sezon   | Klub           | Kraj      | Rozgrywki          | Mecze | Bramki |
| ------- | -------------- | --------- | ------------------ | ----- | ------ |
| 1990/91 | CD Tenerife    | Hiszpania | Primera División   | 16    | 1      |
| 1991/92 | CD Tenerife    | Hiszpania | Primera División   | 14    | 3      |
| 1992/93 | CD Tenerife    | Hiszpania | Primera División   | 18    | 1      |
| 1993/94 | CD Tenerife    | Hiszpania | Primera División   | 25    | 5      |
| 1994/95 | Sporting Gijón | Hiszpania | Primera División   | 35    | 11     |
| 1995/96 | Real Betis     | Hiszpania | Primera División   | 39    | 14     |
| 1996/97 | Real Betis     | Hiszpania | Primera División   | 34    | 9      |
| 1997/98 | Real Saragossa | Hiszpania | Primera División   | 30    | 1      |
| 1998/99 | CD Tenerife    | Hiszpania | Primera División   | 12    | 4      |
| 1999/00 | CD Tenerife    | Hiszpania | Segunda División   | 32    | 6      |
| 2000/01 | CD Tenerife    | Hiszpania | Segunda División   | 16    | 2      |
| 2001/02 | CD Tenerife    | Hiszpania | Primera División   | 4     | 0      |
| 2001/02 | CF Extremadura | Hiszpania | Segunda División   | 14    | 4      |
| 2002/03 | Terrassa FC    | Hiszpania | Segunda División   | 9     | 0      |
| 2003/04 | CD Laguna      | Hiszpania | Tercera División   | ?     | ?      |
| 2004/05 | CD Laguna      | Hiszpania | Tercera División   | ?     | ?      |
| 2005/06 | RSD Alcalá     | Hiszpania | Segunda División B | 19    | 4      |
| 2006/07 | RSD Alcalá     | Hiszpania | Tercera División   | ?     | ?      |

## Kariera reprezentacyjna
Swoje jedyne spotkanie w reprezentacji Hiszpanii Pier rozegrał 12 października 1994 roku. Było to spotkanie eliminacji do ME 1996 z Macedonią. Hiszpania wygrała wówczas 2:0. Pier grał również w młodzieżowych reprezentacjach Hiszpanii: U-19, U-20 i U-21. Z kadrą U-20 wystąpił w 1991 roku na młodzieżowych Mistrzostwach Świata. Strzelił na nich 3 gole, a Hiszpania dotarła do ćwierćfinału.